# Canadian Stud
Il Canadian Stud, noto anche come SOKO è un gioco del poker della categoria degli Stud. 

## Regole e Meccanica del gioco
Le regole sono le stesse del 5 card stud: ogni giocatore riceve 5 carte, 4 delle quali scoperte.
La differenza tra questo gioco e il 5 card stud è la presenza di due nuovi punti:
- quattro quinti (4/5) di scala, composta con quattro carte non a colore di valore consecutive e da una carta spaiata e
- quattro quinti (4/5) di colore, composta con quattro carte a colore e da una carta di seme differente.

Questi punti si pongono in mezzo alla scala valori dei punti in mezzo fra la doppia coppia e la  coppia. Si tenga presente che il 4/5 di colore batte il 4/5 di scala.
In caso di più 4/5 di scala vince la mano con il 4/5 di scala maggiore, un caso di ulteriore parità si guarda alla carta spaiata.
Stesso discorso per il 4/5 di colore: prima si guarda al 4/5 di colore poi alla carta spaiata.